# Mesa del Macho
Mesa del Macho är en ort i Mexiko.   Den ligger i kommunen San Martín Chalchicuautla och delstaten San Luis Potosí, i den sydöstra delen av landet, 230 km norr om huvudstaden Mexico City. Mesa del Macho ligger 116 meter över havet och antalet invånare är 103.
Terrängen runt Mesa del Macho är platt åt nordost, men åt sydväst är den kuperad. Runt Mesa del Macho är det ganska tätbefolkat, med 90 invånare per kvadratkilometer. Närmaste större samhälle är Tampacan, 10,4 km väster om Mesa del Macho. Omgivningarna runt Mesa del Macho är en mosaik av jordbruksmark och naturlig växtlighet.